# Dragão Amarelo
Dragão Amarelo (chinês tradicional: 黃龍, chinês simplificado: 黄龙, pinyin: Huánglóng) é a encarnação zoomórfica da Deidade Amarela do centro do universo, na religião e mitologia chinesa..
Possui uma "mansão lunar" chamada Terra.
O Imperador Amarelo ou Deidade Amarela foi concebido por uma mãe virgem, Fubao, que engravidou depois de ver um raio de luz amarelo girando em torno do asterismo da Caçarola (na teologia chinesa, o principal símbolo de Deus). Vinte e quatro meses depois, o Imperador Amarelo nasceu e foi associado à cor amarela, porque é a cor da Terra (地, Dì), a substância material na qual ele encarnou.
Na cultura do Leste Asiático, o Dragão Amarelo é o quinto símbolo que complementa os Sì Xiàng (Quatro Símbolos). Ele é o centro do cosmo e representa o elemento Terra, a quintessência chinesa, bem como a mudança das estações. No entanto, ele não é muito presente na mitologia japonesa, talvez por o quinto elemento no sistema elementar japonês ser o vazio (空), não haja necessidade de representá-lo.